# The Handsome Family
The Handsome Family è un gruppo musicale alternativo country statunitense, formatosi nel 1993 a Chicago, Illinois, e attualmente di base ad Albuquerque, Nuovo Messico.
Il gruppo, composto dai coniugi Brett e Rennie Sparks, è diventato molto conosciuto grazie alla canzone usata come sigla di testa della serie TV True Detective, intitolata Far from any Road.

## Discografia

### Album in studio
- 1994 – Odessa (Carrot Top Records / Scout Releases)
- 1996 – Milk and Scissors (Carrot Top Records  /  Scout Releases)
- 1997 – Invisible Hands (Carrot Top Records  /  Scout Releases)
- 1998 – Through the Trees (Carrot Top Records  / Loose Music)
- 2000 – In the Air (Carrot Top Records  / Loose Music)
- 2001 – Twilight (Carrot Top Records  / Loose Music)
- 2003 – Singing Bones (Carrot Top Records  / Loose Music)
- 2006 – Last Days of Wonder (Carrot Top Records  / Loose Music)
- 2009 – Honey Moon (Carrot Top Records  / Loose Music)
- 2013 – Wilderness (Carrot Top Records  / Loose Music)
- 2016 – Unseen (Milk & Scissors Music  / M&S001)

### Compilation
- 1999 – Down in the Valley (Independent Records)
- 2002 – Smothered and Covered (Handsome Family Music)
- 2010 – Scattered (Handsome Family Music)

### Album dal vivo
- 2002 – Live at Schuba's Tavern (Digital Club Network)

### Singoli
- 1999 – My Beautiful Bride / Destroy, Destroy